# Kongresszentrum Awaza
Das Kongresszentrum Awaza (englisch: Awaza Convention Centre; turkmenisch: Kongresler merkezi) wurde 2015 in der turkmenischen Tourismuszone Awaza eröffnet und ist das größte Kongresszentrum in Zentralasien.

## Lage
Das Kongresszentrum Awaza liegt in der Tourismuszone Awaza am Kaspischen Meer. Damit ist es Teil eines ambitionierten Infrastrukturprojekts der turkmenischen Regierung, die mit Investitionen in Milliardenhöhe ein kleines Dubai erschaffen möchte. In der Umgebung des Kongresszentrums befinden sich zahlreiche, teilweise luxuriöse Hotels, die die Teilnehmer von Veranstaltungen im Kongresszentrum beherbergen können.

## Baugeschichte
Mit dem Bau des Kongresszentrums wurde das türkische Bauunternehmen Polimeks beauftragt, das an der Umsetzung vieler Bauvorhaben in Turkmenistan beteiligt ist. Die Bauarbeiten begannen im November 2012 und sollten planmäßig innerhalb von 36 Monaten abgeschlossen werden, tatsächlich konnte das Kongresszentrum bereits im September 2015 nach 34-monatiger Bauzeit eröffnet werden. Bei der feierlichen Eröffnung am 8. September 2015 war auch der turkmenische Präsident Gurbanguly Berdimuhamedow anwesend.

## Architektur
Das Gebäude gleicht einem stilisierten Zelt, das an den Seiten in weiß und an der Fassade mit Buntglasfenstern gestaltet ist. Seitlich befinden sich, ebenfalls in weiß, vier wellenförmige Strukturen, die entlang der seitlichen Außenwand des Gebäudes verlaufen. An der Außenwand, sowie an jeder der vier angelagerten Strukturen befindet sich eines der sogenannten Guls, traditionelle turkmenische Teppichmuster, die auch in der Flagge Turkmenistans wiederzufinden sind. Die an Wellen erinnernde Formensprache ist vom Kaspischen Meer inspiriert. Über dem Haupteingang des Gebäudes befindet sich ein großes Porträt des in Turkmenistan allgegenwärtigen Präsidenten Berdimuhamedow. Insgesamt hat das Kongresszentrum neun Etagen, sowie eine Aussichtsplattform mit Blick auf Awaza und das Kaspische Meer.
Die unmittelbare Umgebung des Kongresszentrums ist mit zahlreichen Springbrunnen, Wasserflächen, Bäumen und Grünflächen gestaltet.

### Innenausstattung
Im Kongresszentrum Awaza befinden sich mehrere Säle und Konferenzräume in verschiedenen Größen und für verschiedene Anlässe. Das Foyer des Gebäudes ist mit großen Aquarien im Boden und an den Seitenwänden gestaltet. Die zwei großen Konferenzsäle bieten 2.000 beziehungsweise 476 Teilnehmern Platz. Der große Konferenzsaal wird neben Veranstaltungen und Konferenzen auch für Konzerte genutzt. Zudem gibt es zwei Banketthallen mit Platz für 450 und 256 Gäste, einen Presseraum, einen Konferenzraum für die Besuche von Staatsoberhäuptern oder anderen hochrangigen Gästen, einen Saal zur Unterzeichnung von Verträgen und Protokollen, sowie mehrere kleine Konferenzräume mit einer Kapazität von 30 bis 100 Personen. Der turkmenische Präsident verfügt über ein eigenes Büro in dem Gebäude.

## Veranstaltungen
Das Kongresszentrum Awaza soll als multifunktionale Einrichtung einer großen Bandbreite von Veranstaltungen eine Bühne bieten. Beispielsweise fanden in dem Kongresszentrum bereits ein Forum anlässlich der Fertigstellung des neuen Hafen Türkmenbaşy statt, das sich mit Handelsmöglichkeiten entlang der Seidenstraße auseinandersetzte. Im August 2019 fand zudem der offizielle Teil des ersten Kaspischen Wirtschaftsforum im Kongresszentrum statt, bei dem die fünf Anrainerstaaten des Kaspischen Meeres über eine verstärkte wirtschaftliche Zusammenarbeit diskutierten. Anlässlich des Forums kamen zahlreiche hochrangige Politiker und Diplomaten aus den Anrainerstaaten, sowie aus anderen Ländern der Welt.